# Zmago Slokan
Herman »Zmago« Slokan slovenski partizan, zdravnik radiolog in primarij, * 15. april 1915, Trbovlje, Slovenija † 25. marec 1970, Opatija, Hrvaška.   
Slokan je poznan predvsem kot dolgoletni direktor Splošne bolnišnice, danes Univerzitetnega kliničnega centra Maribor, v obdobju od leta 1953 do smrti leta 1970.  

## Življenje in delo
Rodil se je 15. aprila 1915 v Trbovljah, kot Herman Slokan vendar je kasneje uporabljal svoje partizansko ime Zmago. Po končani gimnaziji v Ljubljani, je leta 1941 diplomiral na Medicinski fakulteti v Beogradu. Po končanem študiju se je sprva zaposlil kot zdravnik v bolnišnici v Trbovljah.
Z Narodno-osvobodilnim gibanjem je sodeloval od leta 1942. Aktivno je deloval v Kamniško-zasavskem odredu in štabu Četrte operativne cone. Zadolžen je bil predvsem za medicinsko oskrbo ranjencev. V tem času je na Pohorju ustanovil sedem partizanskih bolnišnic, od katerih je ohranjena Bolnišnica Jesen.
Po osvoboditvi se je sprva zaposlil v bolnišnici v Mariboru, leta 1948 pa je postal direktor Vojne bolnice v Ljubljani. Leta 1950 se je ponovno zaposlil v mariborski bolnišnici. Leta 1953 je postal njen direktor in tudi predstojnik Inštituta za radiologijo. Leta 1966 je prejel naziv primarij.
Umrl je leta 1970 v Opatiji, kjer je bil na zdravljenju. Poročen je bil z Olgo s katero sta imela sina, ki je bil tudi radiolog. 
Po njem je poimenovana velika predavalnica v kirurški stolpnici UKC Maribor.